# Kamienica przy ulicy Czystej 21 w Krakowie
Kamienica przy ulicy Czystej 21 – zabytkowa kamienica znajdująca się w Krakowie, w dzielnicy I przy ul. Czystej, na Piasku.
Kamienica została wzniesiony w 1899 roku według projektu architekta Leopolda Tlachny. W latach 1912–1913 budynek został przebudowany według projektu Aleksandra Biborskiego.
27 lipca 1998 kamienica została wpisana do rejestru zabytków. Znajduje się także w gminnej ewidencji zabytków.